# Purwodadi (Ringinrejo)
Purwodadi is een bestuurslaag in het regentschap Kediri van de provincie Oost-Java, Indonesië. Purwodadi telt 4305 inwoners (volkstelling 2010).